# Ambtsketen

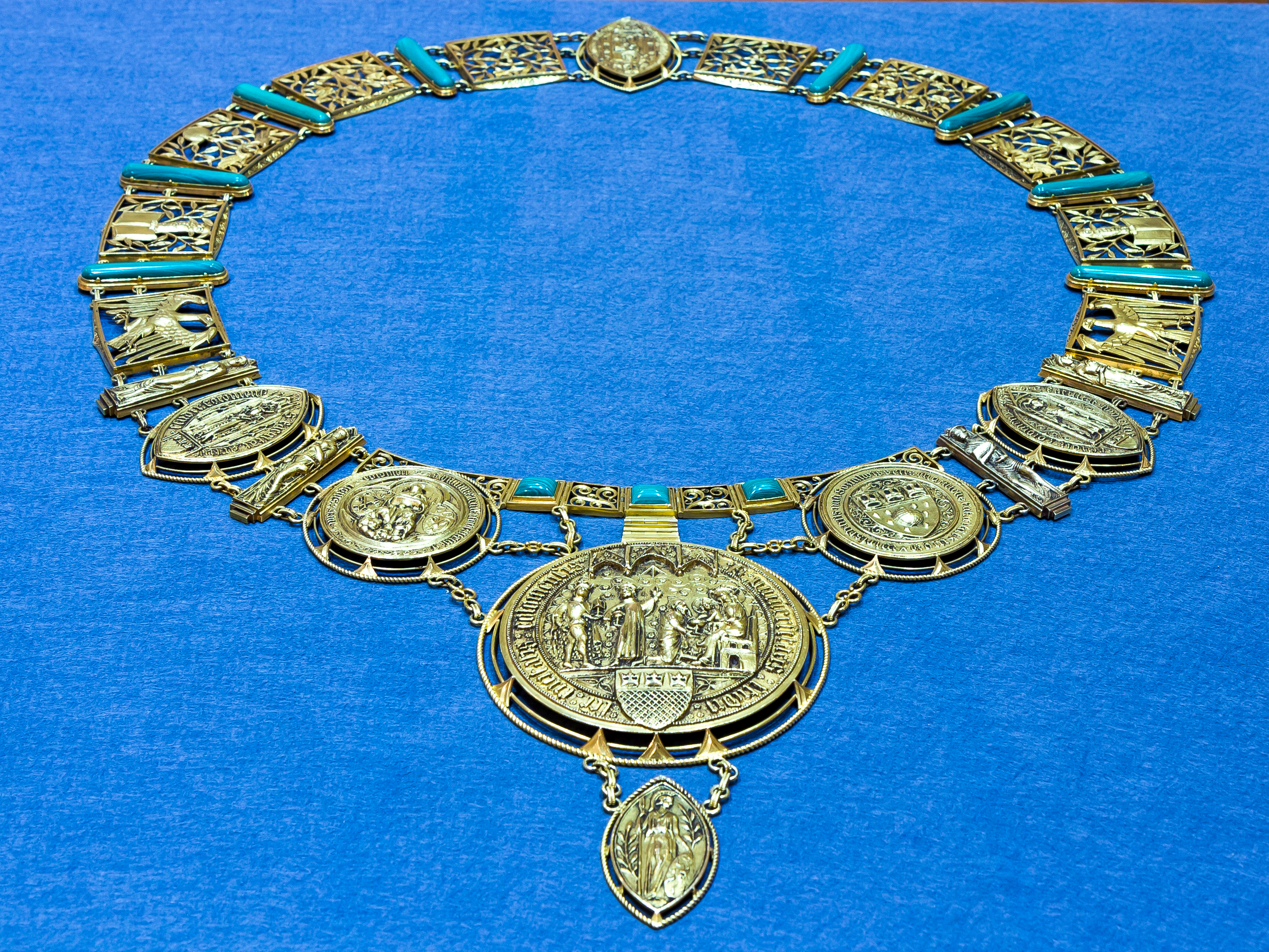
Ambtsketen van de rector van de Universiteit van Keulen.

Een ambtsketen is een penning, gedragen aan een lint of ketting, in het algemeen vervaardigd uit zilver, waarmee bepaalde hoge ambtsdragers zoals burgemeesters en rectores van een universiteit zich onderscheiden. De penning aan de keten is het officiële teken van hun ambt, en zij wordt tegenwoordig doorgaans alleen nog bij officiële plechtigheden gedragen.

## Nederland

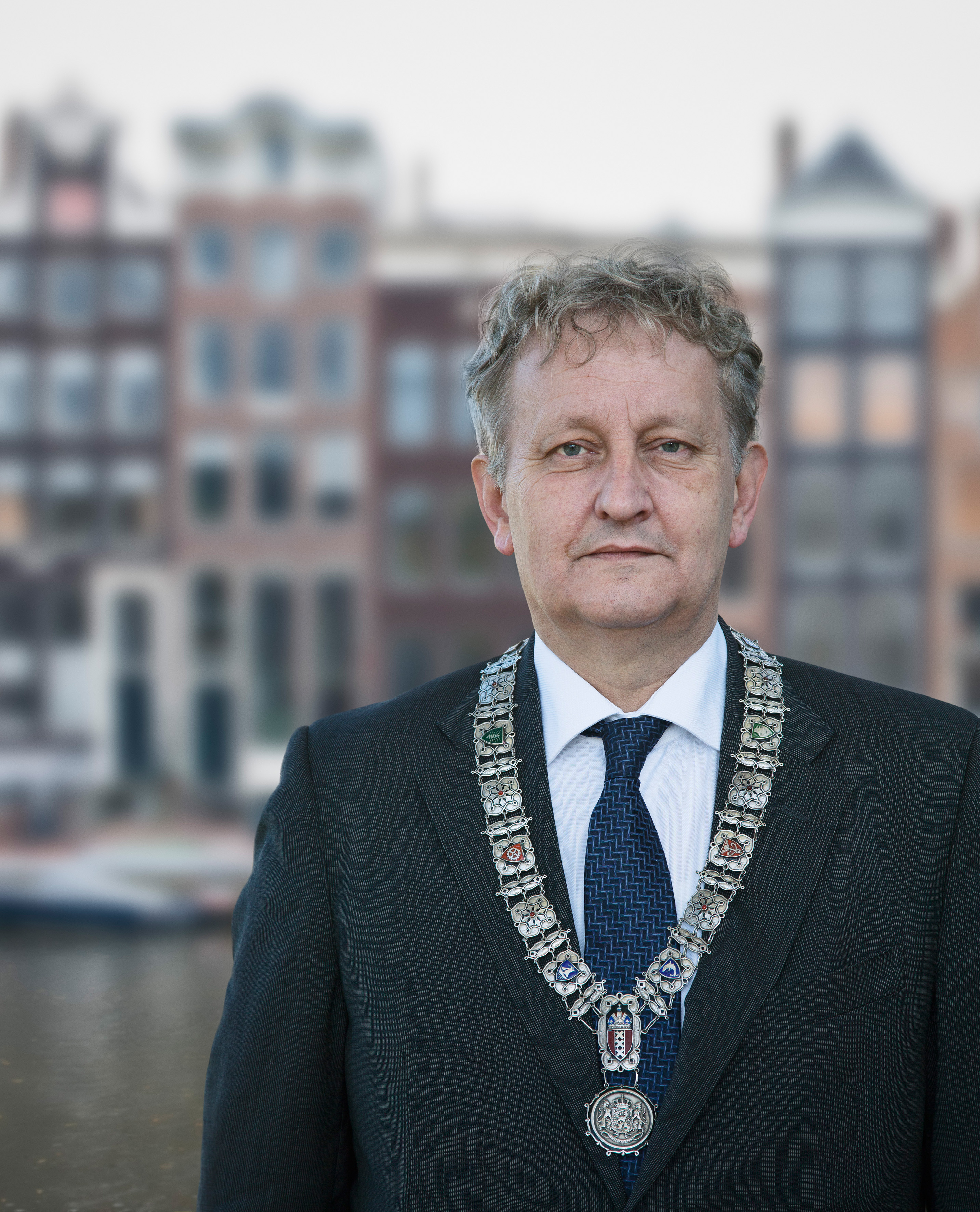
Burgemeester Eberhard van der Laan van Amsterdam met ambtsketen (2010).

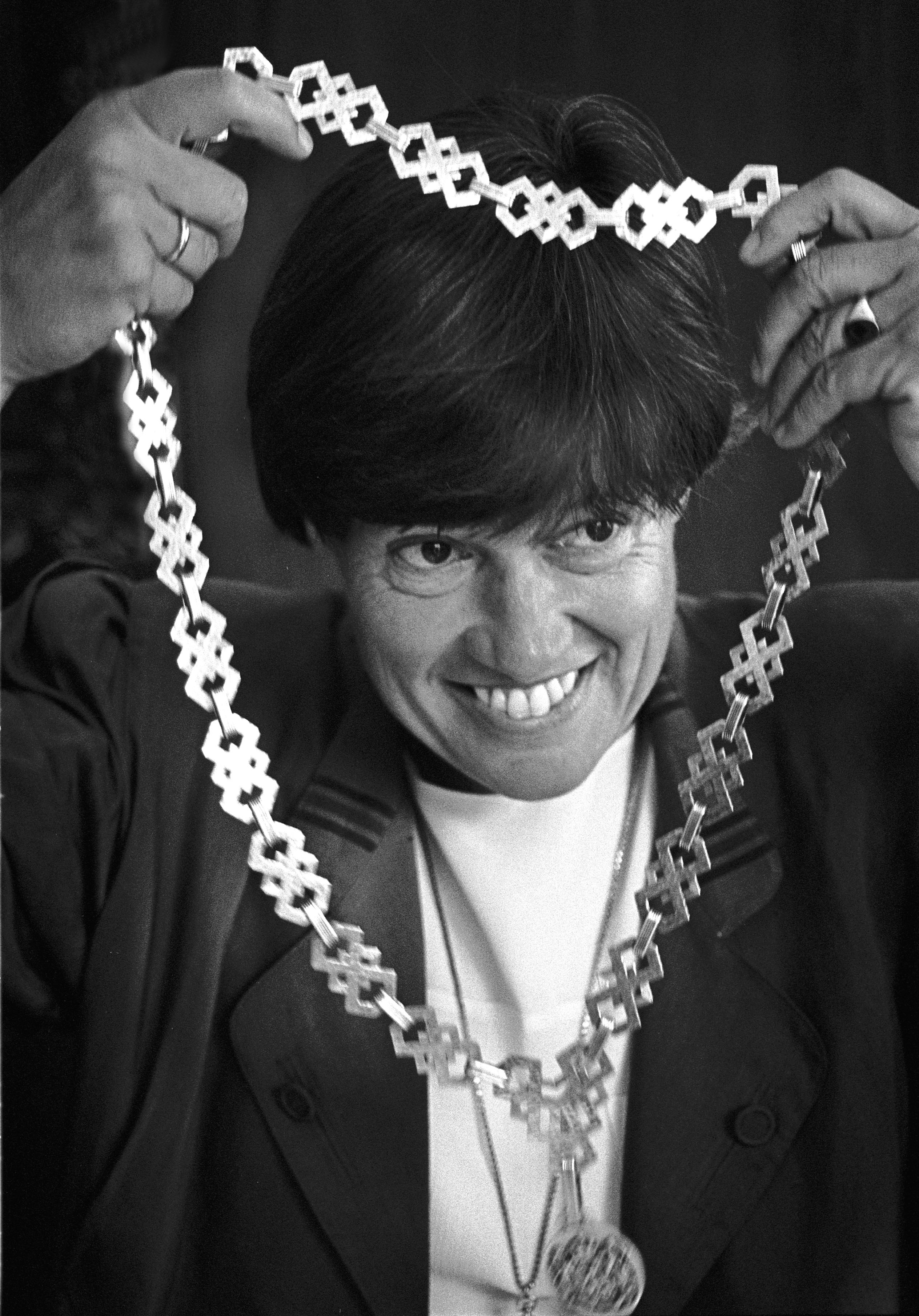
Willemien van Montfrans-Hartman doet de ambtsketen van Katwijk om

In Nederland wordt een ambtsketen gedragen door burgemeesters, door de gezaghebbers van de BES-eilanden en door de rector magnificus van een universiteit.

### Burgemeester
Het dragen van de ambtsketen als verplichting voor burgemeesters, is kort na invoering van de Gemeentewet in 1851 wettelijk ingevoerd op voordracht van de lange tijd beroemde Minister van Binnenlandsche Zaken Thorbecke, onder koning Willem III. Veel penningen van de ambtsketen hebben op de achterzijde dan ook vaak nog een beeltenis van koning Willem III. De brede schakels van de keten bevatten vaak voorstellingen die met de gemeente te maken hebben.
Volgens het Koninklijk Besluit van 16 november 1852 dient de ambtsketen er als volgt uit te zien (artikel 1):
De onderscheidingsteekenen, door den burgemeester te dragen, bestaan in een zilveren penning, hebbende eene middellijn van veertig strepen en vertoonende aan de eene zijde het wapen des Rijks, aan de andere dat der gemeente, of, zoo de gemeente geen wapen heeft, den naam der gemeente; de penning hangende op de borst, hetzij aan eene zilveren keten, hetzij aan een oranje zijden lint; de keten of het lint op beide schouders aan den rok of het opperkleed vastgehecht.
Het besluit trad in werking op 1 januari 1853.
Sommige gemeenten hebben een tweede ambtsketen als reserve. Deze is vaak minder mooi en bestaat uit een aantal losse schakels met een penning. De keten (zonder de penning) kan ook privébezit zijn, en "meegaan" naar een volgend ambt.
De burgemeester, maar ook een waarnemend burgemeester, is verplicht de ambtsketen te dragen tijdens de vergadering van de gemeenteraad en bij een ontvangst van een Commissaris van de Koning, minister of de Koning. Ook moet de burgemeester de ketting dragen als hij of zij zich in het openbaar vertoont in geval van brand, bij oproer, bij samenscholing of andere stoornis der openbare orde.
Er zijn burgemeesters die bij elk openbaar optreden de keten dragen, maar dit is niet verplicht. Soms vinden bekende burgemeesters het symbool overbodig.
Men pleegt de zijde met het wapen van de gemeente zichtbaar te dragen wanneer de burgemeester de gemeente vertegenwoordigt of de raad voorzit; vertegenwoordigt de burgemeester het rijk, bijvoorbeeld bij het uitreiken van koninklijke onderscheidingen, dan wordt het rijkswapen, of de beeltenis van Willem III, getoond.

### Gezaghebber
De gezaghebbers van de openbare lichamen Bonaire, Sint Eustatius en Saba dragen een ambtsketen tijdens het voorzitten van vergaderingen van de eilandsraad, bij openbare vertoning bij brand of verstoring van de openbare orde en bij plechtige gelegenheden. Volgens het “Besluit ambtsketen gezaghebbers BES” is de ambtsketen een zilveren ketting met daaraan gehecht een zilveren penning, met aan de ene zijde het wapen van het openbaar lichaam en aan de andere zijde het Rijkswapen.“

### Rector magnificus
De rector magnificus van een universiteit draagt de ambtsketen bij openbare vergaderingen, zoals de opening van het academisch jaar, de viering van de dies natalis of academische promoties. In het laatste geval wordt de rector vaak vertegenwoordigd door een andere hoogleraar (meestal de decaan van een faculteit) die bij de plechtigheid dan de ambtsketen draagt ten teken dat hij of zij op dat moment de rector en diens gezag vertegenwoordigt.

## Andere landen
In Duitsland wordt een ambtsketen (Amtskette) gedragen door de hoogste burgemeester van een grote stad, de Oberbürgermeister (soms ook door andere hoge stedelijke ambtsdragers) en door de rector van een universiteit. Er zijn ook Engelstalige landen waar burgemeesters een ambtsketen hebben.
In België en enkele andere landen wordt geen keten, maar een burgemeesterssjerp gedragen.

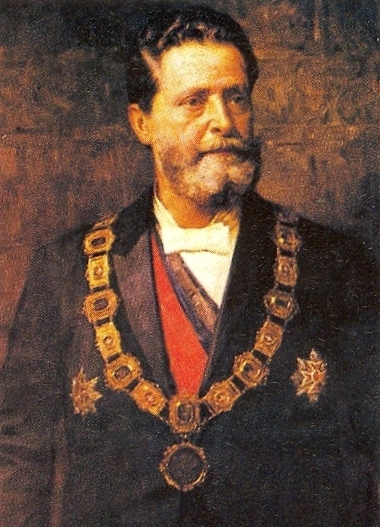
Karl Lueger, burgemeester in Oostenrijk
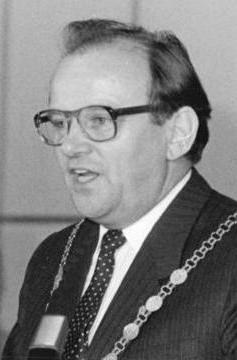
Erhard Krack, burgemeester in Oost-Duitsland
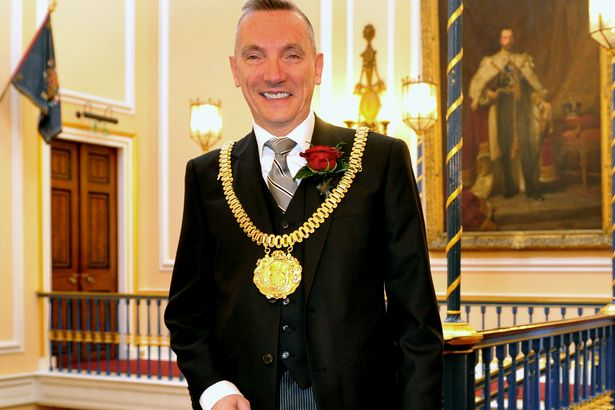
Gary Millar, burgemeester in Engeland
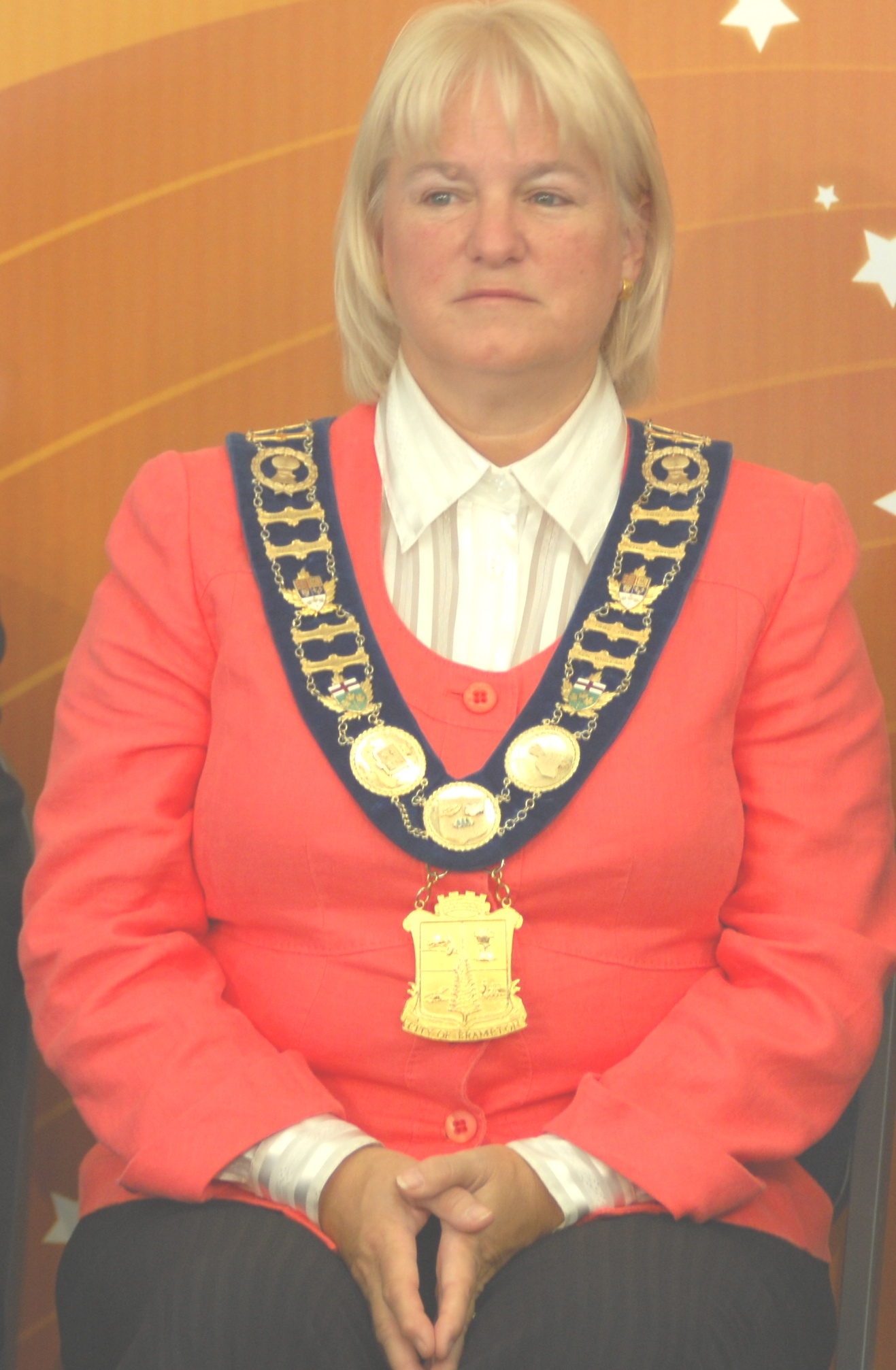
Susan Fennell, burgemeester in Canada
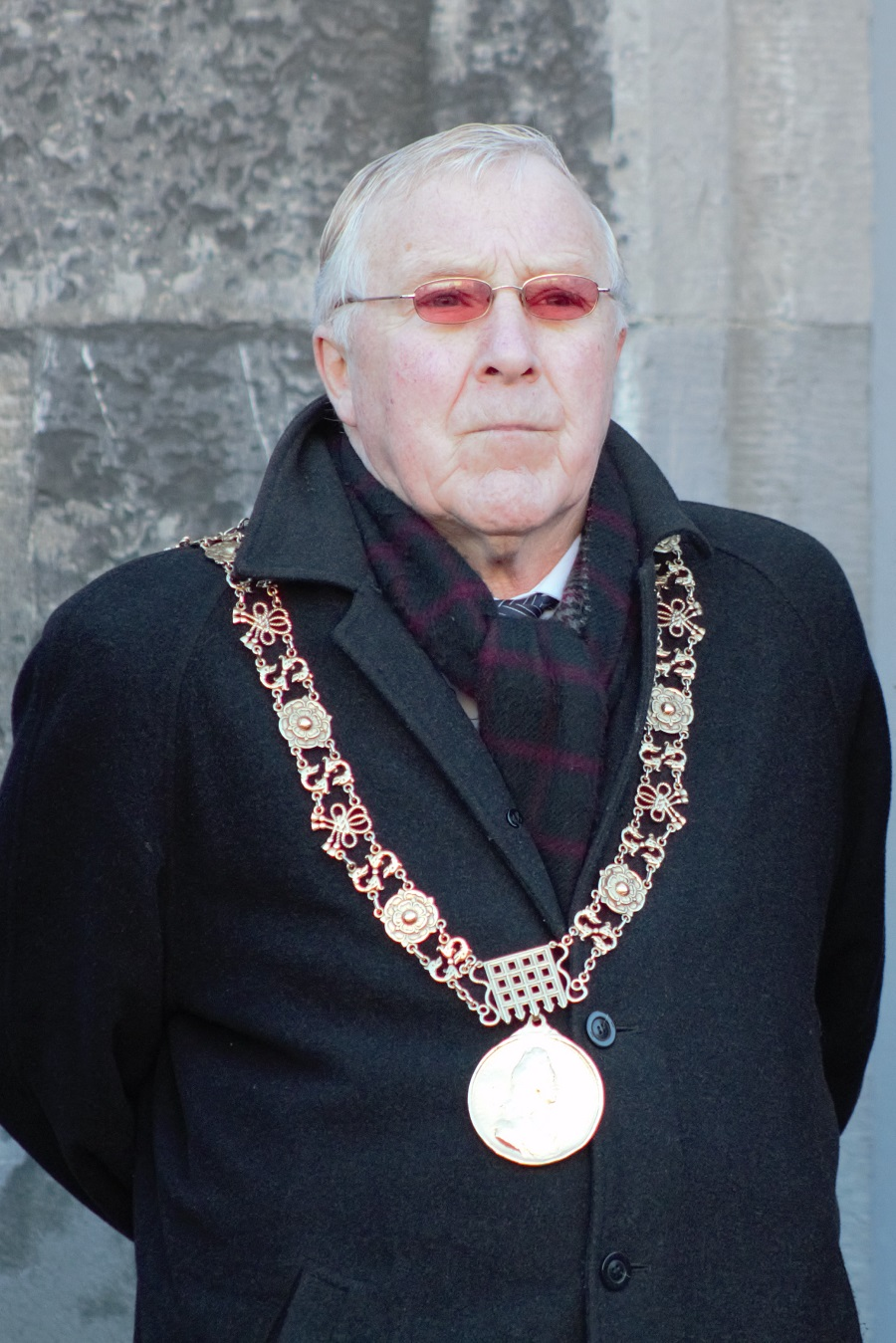
Christy Burke, burgemeester in Ierland

## Ordeketens
Verwant aan de ambtsketen is de ordeketen. Dit is echter geen teken van een bepaald ambt, maar een versiersel behorende bij een bepaalde ridderorde.